# Maravillas de Jesús
Pour les articles homonymes, voir Maravillas (homonymie).
Sainte María Maravillas Pidal y Chico de Guzmán, connue souvent par son nom de religion Maravillas de Jesús, née le 4 novembre 1891 à Madrid et morte le 11 décembre 1974 au Carmel de la Aldehuela (Getafe, province de Madrid), est une religieuse carmélite déchaussée espagnole.
Grande mystique, elle mène durant sa vie de nombreuses actions en faveur des pauvres. Durant la guerre civile, elle réussit à sauver les carmélites de son couvent et leur faire rejoindre un lieu sûr. Elle fonde dix carmels en Espagne et en Inde, essentiellement après la guerre.
Elle est béatifiée en 1998 puis canonisée à Madrid le 4 mai 2003 par le pape Jean-Paul II.

## Biographie

### Enfance
María est née le 4 novembre 1891. Son père, Luis Pidal y Mon, marquis de Pidal, est connu pour soutenir l'Église et les religieux. Il a été ministre en Espagne. À la naissance de sa fille, il est ambassadeur d'Espagne au Vatican. Sa mère, la marquise de Pidal, est née Cristina Chico de Guzmán y Muñoz,.
Son nom « María de las Maravillas » est donné en l’honneur de « Notre-Dame des Merveilles », sainte patronne de Cehegín, dans la province de Murcia.
María est baptisée 8 jours après sa naissance. En 1896 elle fait sa confirmation, et sa première communion en 1902. Elle est connue comme une enfant intelligente et pieuse.
Dès l'âge de cinq ans, María de las Maravillas de Jesús Pidal souhaite se consacrer à Dieu (elle fera à sa manière un vœu de chasteté). Elle commence très jeune à aider les plus pauvres. Très jeune elle souhaite entrer dans les ordres. Mais son père s'oppose à son projet de vie religieuse. À force de ténacité, elle finit par vaincre l'opposition paternelle.

### Entrée au Carmel
Attirée par la spiritualité de sainte Thérèse de Jésus (d'Avila) et de saint Jean de la Croix (elle a lu leurs ouvrages) et animée par la spiritualité mariale, elle entre au Carmel de l'Escurial, à Madrid, le 12 octobre 1919. Elle prononce ses vœux définitifs le 30 mai 1924 et prend le nom de « María de las Maravillas de Jesús ».

### Premières fondations
Le 19 mai 1924, María, avec 3 religieuses part fonder un couvent à Cerro de los Ángeles ("La colline des Anges", près de Getafe), au centre géographique de l'Espagne. C'est là que le 30 mai 1919, le roi Alphonse XIII a consacré la nation espagnole au Sacré-Cœur de Jésus. Un monument consacré au Cœur de Jésus y a même été construit. Pour mère María, ce lieu devait être un lieu de prière et d'offrande pour l'Église et pour l'Espagne. Le couvent est inauguré le 26 octobre 1926 (jour de la fête du Christ Roi.
Quelques jours plus tard, le 31 octobre 1926, elle est nommée prieure de ce même couvent  par l'évêque de Madrid. Les religieuses sont si nombreuses à les rejoindre dans ce couvent, qu'en 1933, mère María Marvillas envoie 8 religieuses en Inde à Kottayam pour fonder un nouveau couvent, en réponse à la sollicitation qui lui a été faite. Ce couvent de Kottayam, sous l’afflux des vocations, va, au fil des ans, être la source de plusieurs autres fondations dans ce pays.
En mai 1931, au début de la Seconde République espagnole, les premiers troubles frappent le pays : l'Espagne compte plusieurs couvents et églises incendiées à Madrid, les couvents ainsi que les religieux sont menacés par des groupes anarchistes. La Guardia Civil est postée devant certains bâtiments (religieux) pour les protéger,. María passe de nombreuses nuits à veiller sur le monument du Sacré-Cœur, et à prier. Il est possible que ce soit à partir de cette période qu'elle ait pris l'habitude (observée par la suite), de ne dormir que 3 heures par nuit, mais habillée en tenue de Carmélite, et simplement assise sur le sol.

### La guerre civile
María rentre en Espagne en 1936, en pleine guerre civile espagnole, alors que des actions anticléricales sont menées par des partisans du clan des Républicains espagnols. María et les autres religieuses du Cerro de los Ángeles sont arrêtées le 22 juillet 1936 et emmenées à Getafe. Elles sont ensuite déplacées et installées à Madrid, au 2e étage d'une maison particulière, où elles sont soumises à une obligation de résidence à domicile, et à une surveillance de la part des autorités durant 14 mois.
En septembre 1937 (en pleine guerre civile), mère María Maravillas réussit à faire sortir sa communauté de Madrid, puis, via Valence, Barcelone, Portbou et Lourdes, elles parviennent à Las Batuecas (Salamanque), où elles s'installent dans l'ancienne chapelle du Carmel. Ce vieux couvent carme étant en ruines, elle s'attache à reconstruire et fonder un nouveau couvent de carmélites, avec le soutien de l'évêque du lieu.

#### Anecdotes
- En pleine guerre civile, alors qu'un chef anarchiste l'interroge en la menaçant de mort, mère María de las Maravillas de Jésus lui répond tranquillement « Nous n'avons pas peur, nous désirons donner notre vie pour le Seigneur. ». L'homme range alors son pistolet et lui répond : « Ma mère, vous et moi, nous ne pourrons jamais nous brouiller. »[5].
- L'une des enfants martyrs célèbres de la guerre d'Espagne porte le même prénom : Maravillas Lamberto (1922-1936), violée et assassinée par les phalangistes à l'âge de 14 ans sous les yeux de son père[17].

### Nouvelles fondations

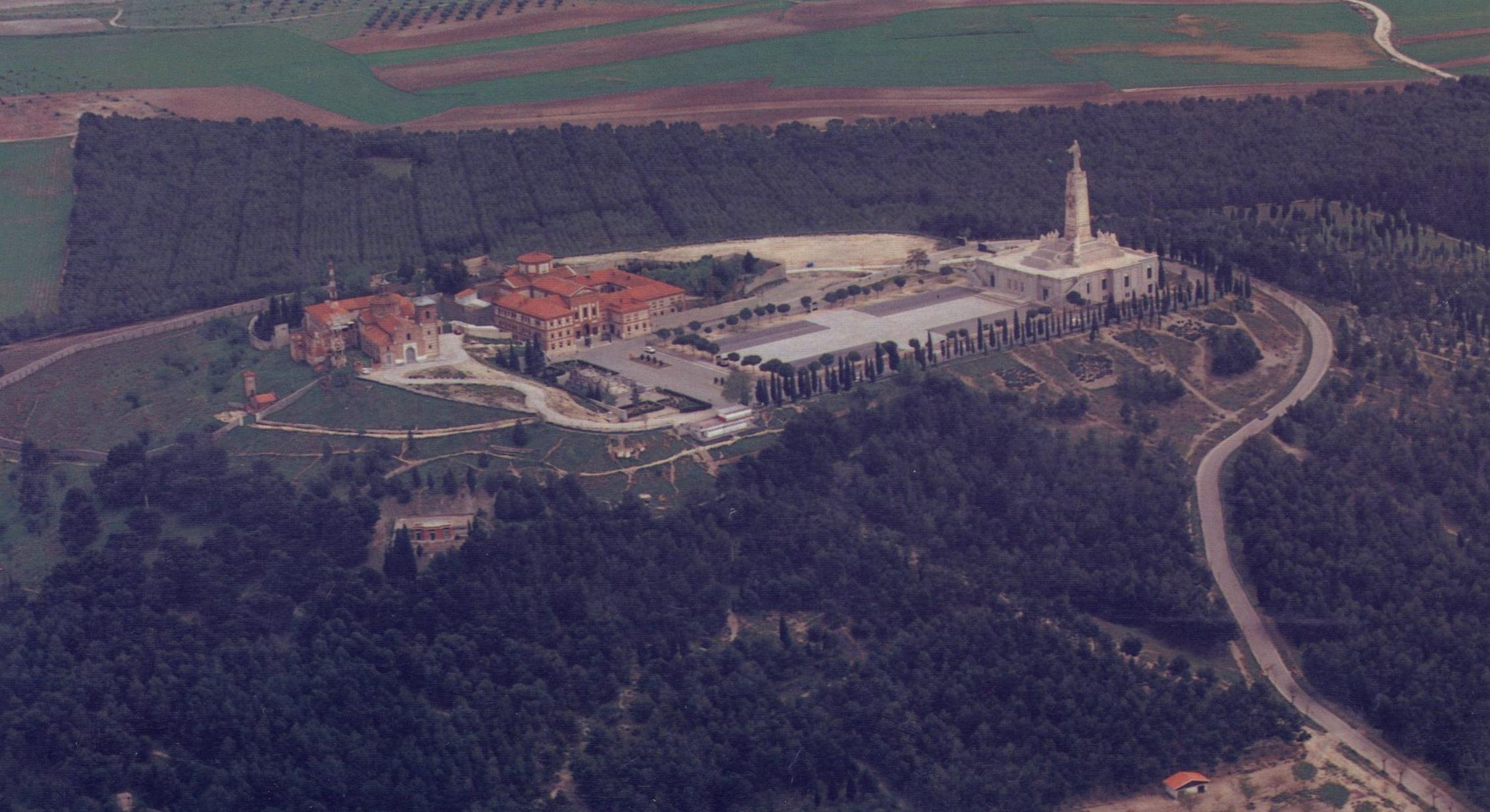
Vue aérienne du monastère de Cerro de los Ángeles.

Après la guerre, en 1939, María dirige un groupe de sœurs pour restaurer le monastère du Cerro de los Ángeles complètement détruit durant la guerre. Mère María prend elle-même la part aux plus rudes des travaux de reconstruction. Avec beaucoup de difficultés, et au prix d'immenses efforts, la communauté peut reprendre sa vie monastique en juin 1939. Vivant dans une très grande pénurie, mère María est pour ses filles un exemple de courage et de joie.
Installée au Cerro de los Ángeles, elle organise de nouvelles fondations de carmels :
- en 1944 à Mancera de Abajo (Salamanque)
- en 1947 à Duruelo (près d'Ávila)
- en 1950 à Cabrera (Salamanque)
- en 1954 à Arenas de San Pedro (Ávila)
- en 1956 à San Calixto (Hornachuelos, Cordoue)
- en 1958 à Aravaca (Madrid)
- en 1960 à Talavera de la Reina (Tolède)
- en 1961 à La Aldehuela, (Madrid)
- en 1964 à Montemar (Torremolinos, Malaga)

En plus de ces fondations, elle envoie des religieuses en renfort au carmel de Cuenca (Équateur) en 1954, et dans 4 autres carmels espagnols (en 1956, 1958, 1964 et 1966). En 1960, elle aide les pères carmes à construire un couvent à Talavera de la Reina (Tolède).
Elle fonde l'Association de Sainte-Thérèse pour réunir tous ces monastères et ceux encore plus éloignés. Cette association est officiellement approuvée par le Vatican en 1972.
Mère María prend sa retraite en 1961 dans le Carmel à la Aldeheula et y résidera jusqu'à sa mort. Ce couvent est agrandi pour intégrer des écoles, une communauté de maisons pour les pauvres, une église, des salles communautaires et d'autres structures, si bien qu'il s'est transformé en une vraie petite ville.

### Reconnaissance posthume
Les autorités du Vatican ont estimé que, « durant les persécutions religieuses de la guerre civile, Mère Maravillas a brillé par son esprit de réparation, par sa force, sa sérénité et sa confiance dans le Seigneur. Mère Maravillas était connue pour son dévouement pour le travail et la prière, son humilité et l'entretien de ses jeunes sœurs, et son dévouement envers les règles et la spiritualité des Carmes Déchaux. 
Prieure pendant de nombreuses années, elle a formé ses consœurs par le témoignage de ses vertus et se distingue par sa vie mystique, son ardeur apostolique et la bonté unie à la fermeté envers celles qui la considéraient comme une véritable mère. ».
Jean-Paul II dira d'elle « Selon son vœu, toutes ces fondations sont caractérisées par l'esprit de pénitence, de prière et de recueillement, caractéristique de la réforme thérésienne. Face à la tentation d'une vie facile et superficielle, mère Maravillas révèle la profonde attraction de l'essentiel, témoignant que la vie contemplative - si l'on reste fidèle à son propre charisme - possède une extrême efficacité apostolique et missionnaire. »

### Son décès
En 1967, le jour du Vendredi saint, elle est frappée d'une pneumonie, et s'affaiblit lentement au cours des mois suivants. Elle meurt dans une grande paix, au Carmel de La Aldehuela (Madrid), le 11 décembre 1974 en répétant : « Quelle joie de mourir carmélite ! ». À son décès, les témoins rapportent que son corps répand comme un parfum de nard.
Son corps repose dans la chapelle du monastère de La Aldehuela.

## Béatification et canonisation
María de las Maravillas de Jesús Pidal est béatifiée le 11 mai 1998 en même temps que 11 autres bienheureux espagnols, dont Marie du Sanctuaire de Saint Louis de Gonzague, carmélite et martyre (comme plusieurs autres) de la guerre civile.
Elle est canonisée en à Madrid (Espagne), Plaza de Colón, le 4 mai 2003 par le pape Jean-Paul II avec 4 autres saints espagnols. Lors de son homélie de béatification, le pape a déclaré « Sainte Maravillas de Jesús vécut animée par une foi héroïque, formée à travers une vocation austère, plaçant Dieu au centre de son existence. Une fois surmontées les tristes circonstances de la guerre civile espagnole, elle fut à l'origine de nouvelles fondations dans l'Ordre du Carmel façonnées par l'esprit caractéristique de la réforme thérésienne. Sa vie contemplative et la clôture du monastère ne l'empêchèrent pas de répondre aux besoins des personnes qu'elle fréquentait et de promouvoir des œuvres sociales et caritatives autour d'elle. »
Dans l'Ordre du Carmel, sa fête est célébrée avec rang de mémoire.